# 郵趣振興協会
特定非営利活動法人郵趣振興協会（ゆうしゅしんこうきょうかい、英: NPO, Society for Promoting Philately）は、郵便切手収集趣味の普及と発展を目的とするNPO法人。

## 沿革・概要
2016年7月22日に任意団体として創設（発起人：行徳国宏、有吉伸人、吉田敬、池田健三郎）され、同年10月27日にホームページを開設。2017年4月14日に東京都知事により特定非営利活動法人の認証を受けた。
2017年1月28日より郵政博物館が開催する企画展「日本郵趣切手展」への協力、特別展示コレクション及び展示用郵趣品を供与したのを皮切りに、以降は同館との共催で切手コレクション展の開催を年に数回行っている。
このほか、2019年3月には『切手コレクション展示パネル』改修委員会を立ち上げ、協会が所有する切手展用展示パネルの改修作業を、郵政博物館も交えて行っている。

## 設立目的
協会では郵趣について「内外の郵便制度や郵便切手類に関する調査研究、史料収集（コレクション組成）、普及啓発、成果発表および情報共有等の文化活動、並びにこれら文化活動に付随もしくは関連する諸活動」と定義しており、これらの振興を図るとともに、非営利活動を通じ、文化活動としてのフィラテリーが多様な場面において社会的利益をもたらすことにより、社会の健全な発展に寄与することを目指すと謳っている。

## 事業
- フィラテリーの普及啓発及びこれに関連する各種インフラ（とくに国内における展覧会及び啓発イベント）の継続・発展を支援する事業
- 国際的潮流を踏まえたわが国フィラテリーにおける調査研究活動の水準向上を図りその成果の有効な発信を推進する事業
- わが国に関連するフィラテリーを国際的に発信する事業
- 一般国民なかんずく青少年に対する普及啓発を図ると共に、人材の育成やフィラテリー関係者の相互交流を推進する事業

## 所在地・通信先

### 所在地
東京都港区六本木7-8-5 藤和六本木 C2-902 吉田方

### 通信先
〒102-0083 海事ビル内郵便局留置 （特非）郵趣振興協会